# 2,4-Dihydroxybenzoesäure
2,4-Dihydroxybenzoesäure (β-Resorcylsäure) ist eine aromatische Verbindung, die sich sowohl von der Benzoesäure als auch vom Resorcin (1,3-Dihydroxybenzol) ableitet. Die Struktur besteht aus einem Benzolring mit einer angefügten Carboxygruppe (–COOH) und zwei Hydroxygruppen (–OH) als Substituenten. Sie gehört zur Gruppe der Dihydroxybenzoesäuren.

## Darstellung
2,4-Dihydroxybenzoesäure kann aus Resorcin und Kaliumhydrogencarbonat durch die Kolbe-Schmitt-Reaktion hergestellt werden.

## Eigenschaften
2,4-Dihydroxybenzoesäure bildet weiße Kristalle, die bei 228,5 °C schmelzen. Die Schmelzenthalpie beträgt 36 kJ·mol−1, die Sublimationsenthalpie 126 kJ·mol−1. Die Dampfdruckfunktion ergibt sich nach August entsprechend ln(P) = A/T+B (P in Pa, T in K) mit A = 14445 ±124 und B = 36,91 ±0,33 im Temperaturbereich von 264,2 K bis 390,1 K.

## Reaktionen und Derivate
Die Bromierung von 2,4-Dihydroxybenzoesäure mit elementarem Brom in Eisessig führt zunächst zur 5-Brom-2,4-dihydroxybenzoesäure, das durch Decarboxylierung in 4-Bromresorcin umgewandelt werden kann. Bei weiterer Zugabe von Brom bildet sich das 3,5-Dibromderivat. Wird letzteres mit Salpetersäure behandelt, entsteht unter Abspaltung der Carboxygruppe sowie eines Bromatoms 4,6-Dinitro-2-bromresorcin.
Die Nitrierung findet ebenfalls zunächst an der Position 5 statt. Wird dann mit rauchender Salpetersäure weiter nitriert, lagert sich eine zweite Nitrogruppe an der Position 3 an. Beim weiteren Behandeln mit Salpetersäure entsteht Styphninsäure. Sowohl beim Mononitro- als auch beim Dinitroderivat kann durch Erhitzen die Carboxygruppe entfernt werden, es entstehen 4-Nitroresorcin bzw. 2,4-Dinitroresorcin. 5-Nitro-2,4-dihydroxybenzoesäure kann mit Zinn und Salzsäure zur entsprechenden Aminoverbindung reduziert werden.
Beim Einleiten von Chlorgas in eine heiße Eisessiglösung der 2,4-Dihydroxybenzoesäure entstehen das 5-Chlor- (CAS-Nummer: 67828-44-8, Schmelzpunkt 224–225 °C) bzw. im Überschuss von Chlor das 3,5-Dichlorderivat (Schmelzpunkt 229 °C). Diese 5-Chlor-2,4-dihydroxybenzoesäure kondensiert mit Resorcinen zu Tetrahydroxybenzophenonen, die unter Ringschluss zu den entsprechenden 7-Chlor-3,6-Dihydroxyxanthonen weiterreagieren. Wird anstelle der 5-Chlorsäure die 5-Nitrosäure verwendet, bleibt die Reaktion beim Keton stehen, der Ringschluss findet nicht statt.
Beim Umsetzen mit Methyliodid in Methanol wird zunächst nur die para-ständige Hydroxygruppe methyliert, es entsteht 2-Hydroxy-4-methoxybenzoesäure. Die Methylierung der zweiten Hydroxygruppe ist schwierig.
Ebenso kann mit Ethyliodid der p-Monoethylether erhalten werden.
Beim längeren Erhitzen einer wässrigen Lösung des Natriumsalzes der 2,4-Dihydroxybenzoesäure (β-Resorcylsäure) findet eine teilweise Isomerisierung zur 2,6-Dihydroxybenzoesäure (γ-Resorcylsäure) statt.
Ein naher Verwandter ist die Orsellinsäure, sie unterscheidet sich konkret von der 2,4-Dihydroxybenzoesäure durch eine 6-Methylgruppe.